# ویکی چالمرز
ویکی چالمرز (انگلیسی: Vicki Chalmers؛ زادهٔ ۱۶ نوامبر ۱۹۸۹) ورزشکار کرلینگ اهل بریتانیا است.